# Transport rowerowy w Pile

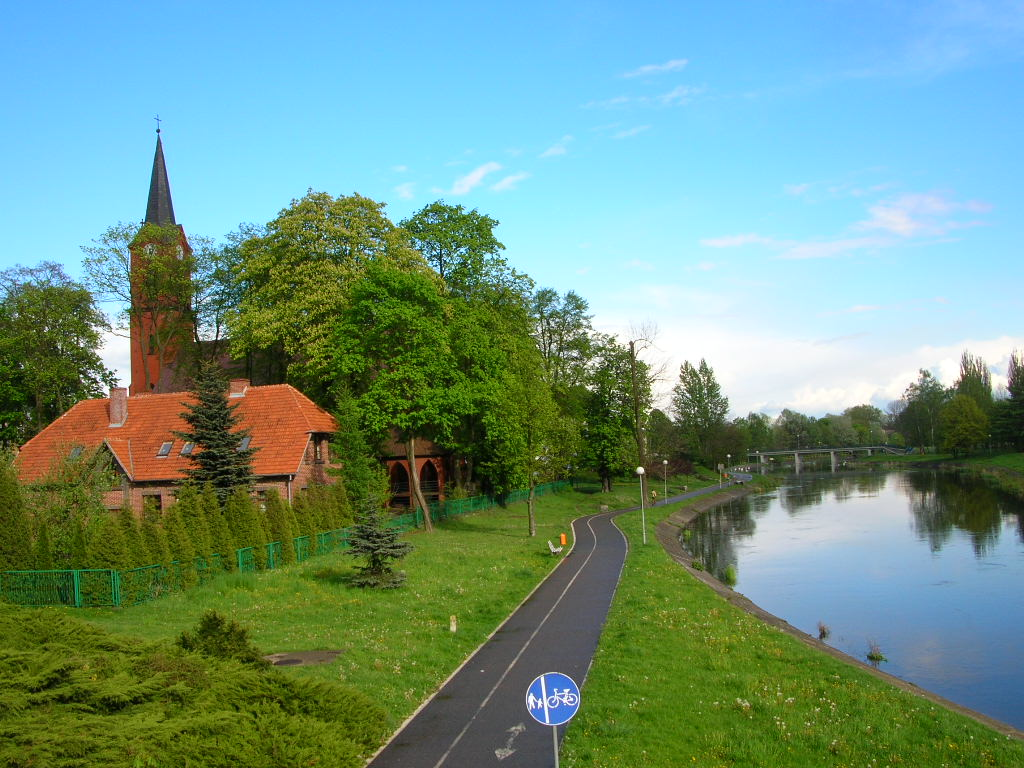
Bulwar nad Gwdą

W Pile znajduje się około 18 km dróg rowerowych o różnym standardzie, w większości są to krótkie odcinki, budowane przy okazji remontów dróg, nie tworzące spójnej sieci.

## Miejskie ścieżki rowerowe
| Lp. | Trasa                                                                                   | Długość | Nawierzchnia                | Rodzaj                                               | Uwagi                                                                             |
| --- | --------------------------------------------------------------------------------------- | ------- | --------------------------- | ---------------------------------------------------- | --------------------------------------------------------------------------------- |
| 1   | ul. Kossaka na całej długości – Płotki                                                  | 5,7 km  | asfalt                      | ciąg pieszo-rowerowy                                 | Niebezpiecznie wąsko przy zajeździe "Rębajło"                                     |
| 2   | al. Wyzwolenia (ul.Śniadeckich – al. Niepodległości)                                    | 1 km    | płyty chodnikowe betonowe   | ciąg pieszo-rowerowy                                 |                                                                                   |
| 3   | Bulwar nad Gwdą (Most Krzywoustego – Most Zygmunta Starego)                             | 0,8 km  | asfalt                      | ciąg pieszo-rowerowy                                 |                                                                                   |
| 4   | ul. Kazimierza Wielkiego (ul. Światowida – ul. Młynarska)                               | 0,3 km  | kostka betonowa             | droga rowerowa                                       |                                                                                   |
| 5   | ul. Zygmunta Starego (Most Zygmunta Starego – Dworzec Główny – pod wiaduktem kolejowym) | 0,9 km  | kostka betonowa             | ciąg pieszo-rowerowy                                 |                                                                                   |
| 6   | ul. Paderewskiego (Park Miejski – ul. Koszycka)                                         | 1,7 km  | asfalt                      | ciąg pieszo-rowerowy                                 |                                                                                   |
| 7   | ul. Dzieci Polskich (Park Miejski – ul. Ojca Kolbe)                                     | 0,4 km  | asfalt                      | ciąg pieszo-rowerowy, droga rowerowa                 |                                                                                   |
| 8   | ul. Spacerowa (ul. Okrzei/ul. Drygasa – ul. Kilińskiego)                                | 0,3 km  | kostka betonowa             | ciąg pieszo-rowerowy                                 |                                                                                   |
| 9   | ul. Warsztatowa, ul. Mickiewicza (ul. Ceglana – ul. Wyspiańskiego)                      | 1 km    | kostka betonowa             | ciąg pieszo-rowerowy                                 | Na odcinku 0,4 km alternatywna droga po drugiej stronie ulicy, spore wzniesienie. |
| 10  | Pasaż Szumana (ul. Mickiewicza – ul. Słowackiego)                                       | 0,3 km  | kostka betonowa             | ciąg pieszo-rowerowy                                 | Droga o znaczeniu osiedlowym                                                      |
| 11  | ul. Salezjańska (ul. Mickiewicza – ul. Złota)                                           | 0,4 km  | kostka betonowa             | ciąg pieszo-rowerowy                                 | Droga o znaczeniu osiedlowym                                                      |
| 12  | ul. Koszalińska (al. Wojska Polskiego – al. Niepodległości)                             | 2,3 km  | kostka betonowa             | ciąg pieszo-rowerowy, częściowo jako droga serwisowa | dużo słupów w świetle ścieżki                                                     |
| 13  | Wiadukt kolejowy (ul. Kwiatowa – al. Poznańska)                                         | 0,3 km  | asfalt                      | ciąg pieszo-rowerowy                                 | Możliwość przejazdu drugą stroną wiaduktu                                         |
| 13  | ul. Siemiradzkiego (od krawędzi lasu – ul. Rydygiera)                                   | 1,6 km  | kostka betonowa             | ciąg pieszo-rowerowy                                 | Duża ilość wzniesień                                                              |
| 14  | ul. Motylewska (ul. Przemysłowa – Cmentarz Komunalny)                                   | 0,7 km  | kostka betonowa             | ciąg pieszo-rowerowy                                 |                                                                                   |
| 15  | al. Wojska Polskiego (Działki Zalesie - ul. Długosza)                                   | ? km    | kostka betonowa             | droga rowerowa                                       |                                                                                   |
| 16  | al. 500-lecia Piły (al. Niepodległości - al. Powstańców Wlkp.)                          | ? km    | kostka betonowa             | ciąg pieszo-rowerowy                                 |                                                                                   |
| 17  | ul. Rydygiera                                                                           | ? km    | kostka betonowa niefazowana | ciąg pieszo-rowerowy                                 |                                                                                   |
| 18  | ul. Dąbrowskiego                                                                        | ? km    | kostka betonowa             | ciąg pieszo-rowerowy                                 |                                                                                   |
| 19  | ul. Fritza Philipsa                                                                     | ? km    | kostka betonowa niefazowana | ciąg pieszo-rowerowy                                 | w budowie                                                                         |
| 20  | Droga rowerowa nad Gwdą od Mostów Królewskich do kładki przy Młynie.                    | ? km    | asfalt barwiony             | ciąg pieszo-rowerowy                                 | w budowie                                                                         |

W zestawieniu nie ujęto chodników oznakowanych jako drogi rowerowe lecz niespełniających żadnych parametrów drogi rowerowej – przy al. Poznańskiej, al. Wojska Polskiego, al. Jana Pawła II, al. Piastów, ul. Siemiradzkiego, ul. Bydgoskiej, al. Powstańców Wielkopolskich.
Odległości mierzono za pomocą programu Google Earth.